# حديقة مقاطعة ألغونكوين
حديقة مقاطعة ألجونكوين (بالإنجليزية: Algonquin Provincial Park)‏ هي حديقة إقليميَّة تقع بين الخليج الجورجي ونهر أوتاوا في أونتاريو، بكندا، ومعظمها داخل الجزء الجنوبي غير المنظم من منطقة نيبسينج. تأسست عام 1893، في كندا وهي أقدم حديقة إقليمية فيها. أدت الإضافات منذ إنشائها إلى زيادة حجم الحديقة إلى حجمها الحالي البالغ حوالي 7,653 كـم2 (2,955 ميل2). يحيط بالحديقة العديد من المتنزهات الإقليمية الأصغر المجاورة، المنفصلة إداريًا والتي تحمي الأنهار المهمة في المنطقة، مما يؤدي إلى مساحة محمية إجمالية أكبر.

## روابط خارجية
- Map Highlighting the Park's Boundaries
- الموقع الرسمي